# Commissario di gara

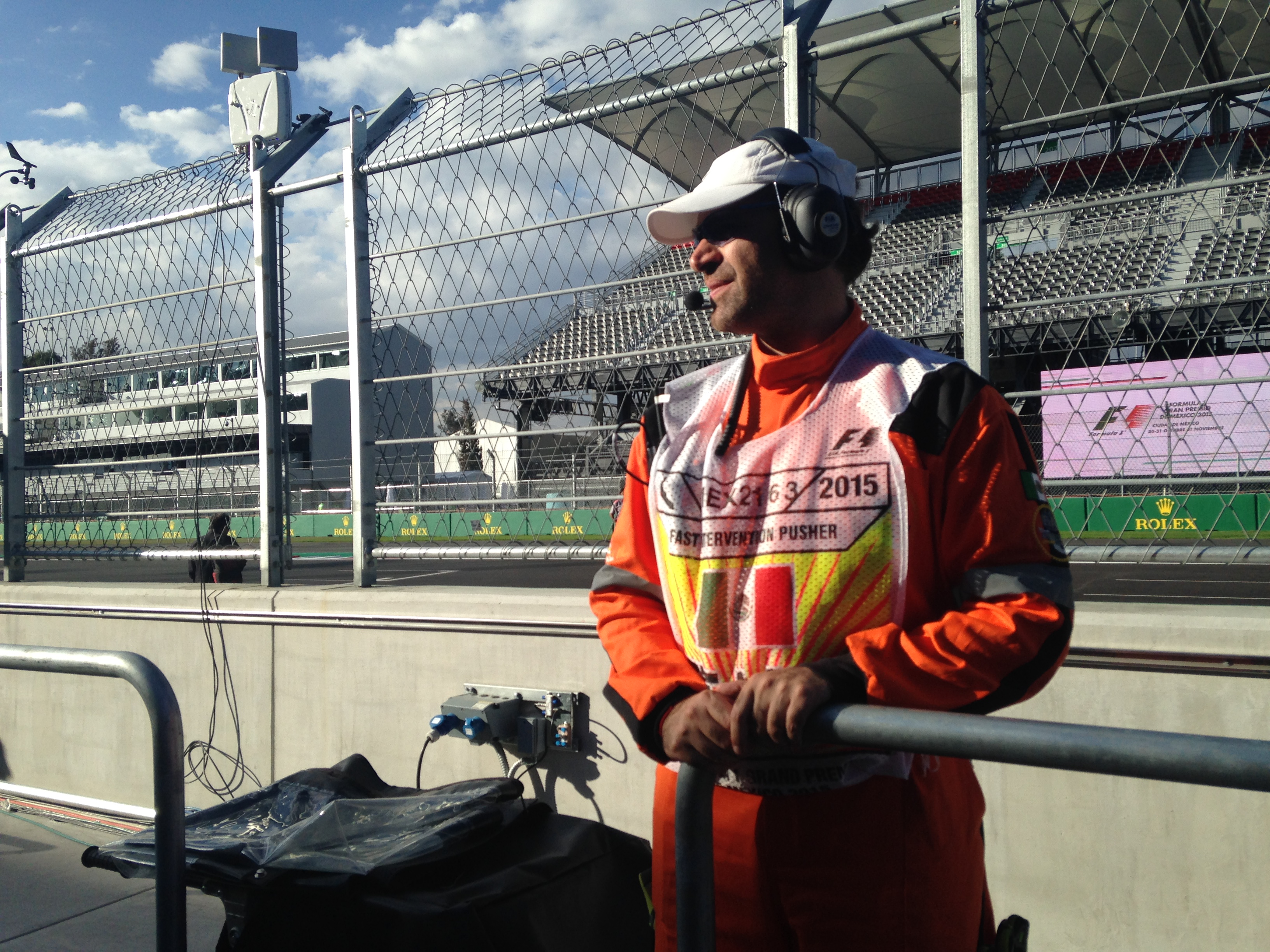
Un commissario di pista al Gran Premio del Messico 2015.

Il commissario di percorso è una delle figure che gravita intorno al mondo delle competizioni automobilistiche e motociclistiche: è infatti l'individuo che assicura la sicurezza dei piloti, segnalando eventuali incidenti tramite bandiere e intervenendo per ripristinare la sicurezza nel tracciato, recuperare le auto o moto incidentale o pulire la pista. È l'unico ad autorizzare il personale medico a entrare in pista per soccorrere gli eventuali feriti.

## Organizzazione

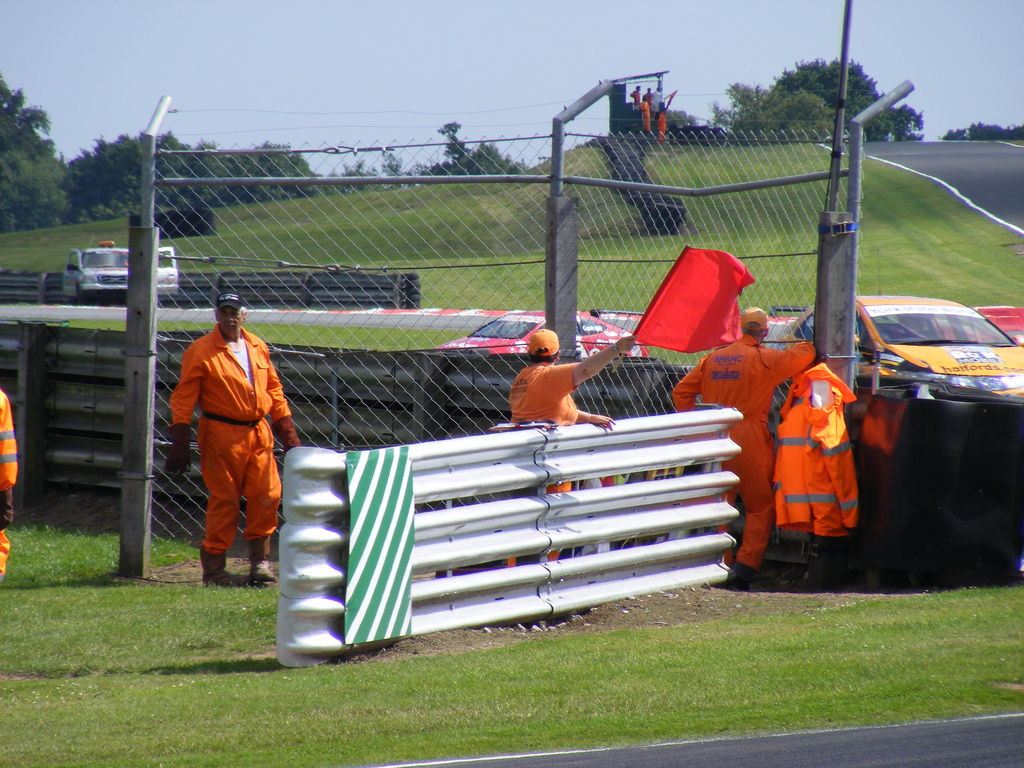
Commissario in Gran Bretagna che sventola la bandiera rossa

I commissari sono disposti in varie postazioni fisse e numerate lungo il tracciato, solitamente posizionate in corrispondenza delle curve e delle varianti. Nelle postazioni possono prendere posto, oltre ai commissari, gli addetti antincendio, le ambulanze e, per le gare automobilistiche, i mezzi per il recupero delle vetture incidentate. Tutte le postazioni sono in contatto radio con la direzione di gara; la radio è a disposizione dal capo posto, che è il responsabile della propria postazione, dirige i vari interventi e si occupa dei piloti coinvolti in guasti o incidenti. Il numero degli ufficiali varia a seconda della grandezza della postazione.
Una postazione può avere delle succursali, in base all'area che deve coprire: solitamente la postazione principale è in centro alla curva con succursali in entrata e uscita della curva stessa. Si possono anche avere delle postazioni succursali dalla parte opposta del tracciato, come ad esempio la Curva Ascari di Monza, dove l'area è talmente vasta che vi è la necessità di avere una postazione anche dal lato esterno della pista.
In ogni caso ogni postazione deve essere in contatto visivo con la precedente e la successiva.

## Bandiere

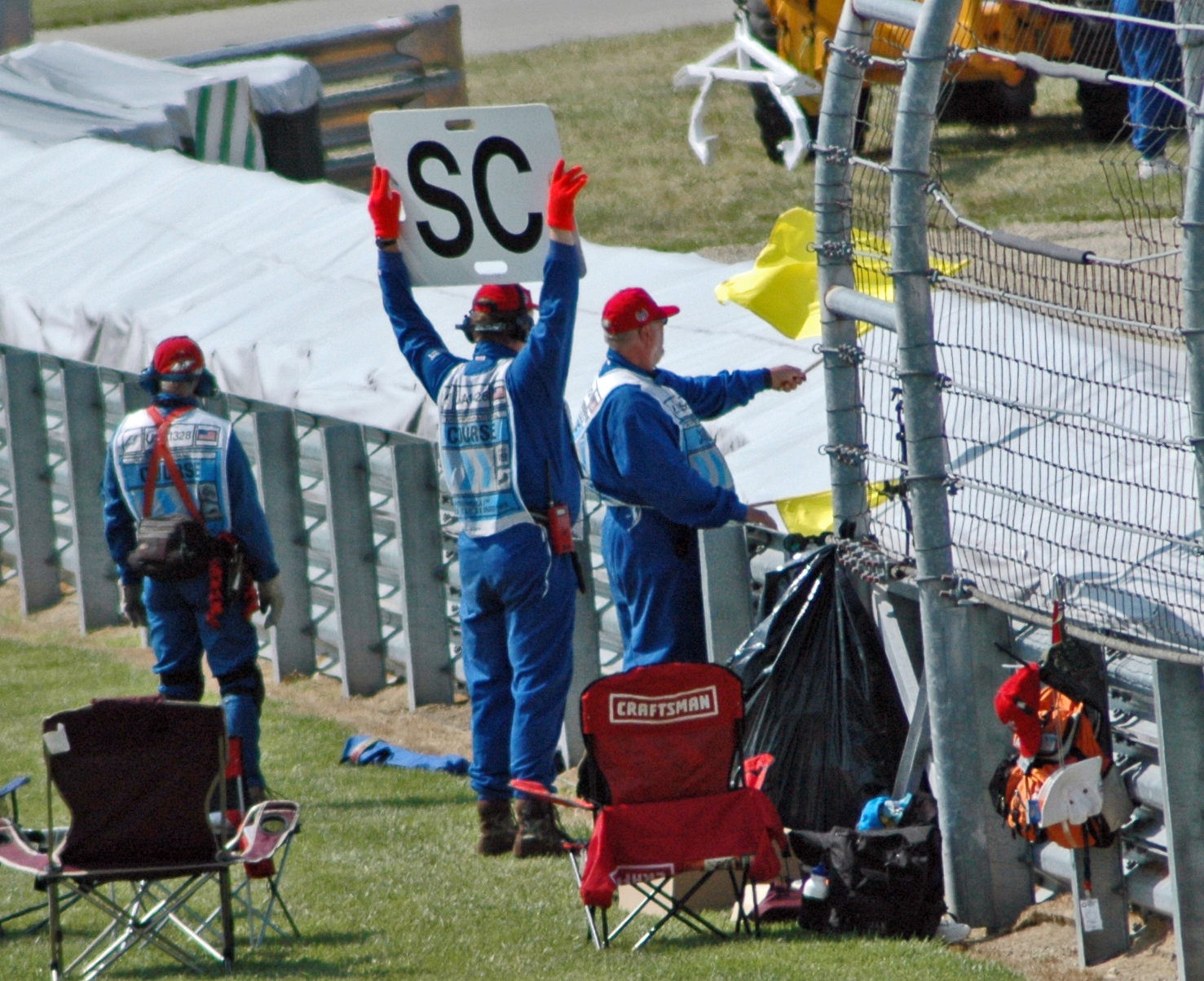
Due commissari di pista espongono la bandiera gialla e il cartello per l'entrata della Safety car in una gara di Formula 1

Nel weekend di gara di Formula 1 le bandiere vengono indicate lungo il tracciato anche da dei monitor equipaggiati con led ad alta visibilità disposti lungo i guardrail e le barriere, hanno le stesse funzioni delle bandiere e sono azionati dai commissari o dalla direzione gara con un telecomando. Inoltre i piloti hanno anche dei led che si accendono sui loro volanti a indicare le eventuali bandiere esposte.

### FIA
| Bandiera | Segnale luminoso | Descrizione | Significato |
| --- | ---------------- | --- | --- |
| |                  | Rossa | La bandiera rossa indica che la sessione in corso (sia essa di prove libere, le qualifiche o la gara) viene interrotta a causa di una grave situazione di pericolo come un incidente di un pilota oppure per le condizioni atmosferiche; essa può riprendere dopo il cessato pericolo. I piloti devono rientrare ai box se in prova o qualifica, oppure sulla pitlane se in gara a partire dal 2015 (prima era possibile solo se ciò avveniva mentre la safety car era in pista, altrimenti le vetture dovevano schierarsi sulla griglia). Se non è più possibile riprendere la gara, essa verrà dichiarata conclusa a discrezione dei commissari e ai piloti sarà assegnato metà punteggio se hanno percorso meno del 75% della distanza totale di gara, o punteggio pieno nel caso abbiano superato detta distanza. · |
| |                  | Gialla singola | Una singola bandiera gialla segnala un pericolo imminente, come ad esempio detriti causati da un incidente o da un'uscita di pista. I piloti devono rallentare nel punto indicato dalle bandiere e non è permesso sorpassare, a meno che non sia inevitabile (ad esempio un pilota che si stia ritirando). |
| | Gialla doppia    | Due bandiere gialle indicano una vettura ferma sulla pista. I piloti devono rallentare gradualmente ed essere pronti a deviare dalla traiettoria normale ed eventualmente a fermarsi. I sorpassi sono vietati e si potrebbero trovare commissari sul tracciato. | |
| |                  | Safety car | Le bandiere gialle accompagnate dal cartello SC indicano che è entrata nel tracciato la safety car. I piloti si accodano dietro la vettura di sicurezza. Vige divieto assoluto di sorpasso. · |
| |                  | Virtual safety car | Le bandiere gialle accompagnate dal cartello o dal segnale luminoso VSC, introdotto nel 2015, indicano uno stato di safety car virtuale. I piloti devono rispettare un tempo sul giro teorico (chiamato "delta") e mantenere le posizioni per il tratto del circuito indicato; vige il divieto assoluto di sorpasso. |
| | Non presente     | Full Course Yellow | Le bandiere gialle accompagnate dal cartello FCY (Full Course Yellow) indicano una specie di VSC. I piloti devono ridurre la velocità a 80km/h, di solito, e mantenere le posizioni fino all'esposizione della bandiera verde. In alcune competizioni vige il divieto di rientrare nella pit lane, tranne in caso di problemi con la vettura. Non è un'indicazione presente in tutte le competizioni: lo è per esempio in Formula E, ma non in Formula 1. |
| | Non presente     | Code 60 | Le bandiera Code 60 indicano una specie di FCY. I piloti devono ridurre la velocità a 60km/h, e mantenere le posizioni fino all'esposizione della bandiera verde. Non è un'indicazione presente in tutte le competizioni |
| |                  | Gialla con strisce rosse | La bandiera gialla con strisce rosse indica il fatto che la pista è diventata improvvisamente scivolosa per una perdita di olio, per la pioggia, oppure ghiaia portata in pista da una escursione nella via di fuga, o detriti di vetture incidentate. |
| |                  | Verde | La bandiera verde indica che ogni pericolo segnalato in precedenza è ora cessato, la pista è di nuovo libera, e i piloti possono tornare a procedere a velocità normale. Solitamente viene utilizzata anche per aprire la sessione di prove, le qualifiche o il giro di formazione nella gara. |
| |                  | Blu | In qualsiasi momento, una bandiera blu stazionaria può essere indicata al pilota in uscita dalla pit lane per avvertirlo che altre vetture stanno transitando sulla pista. |
| Durante le prove, libere o ufficiali, una bandiera blu indica al pilota che sta per arrivare una macchina più veloce di lui e deve spostarsi sul lato della pista per agevolare il sorpasso evitando di creare situazioni di pericolo. |                  | Blu | |
| Durante la gara, una bandiera blu avverte il pilota che sta per essere doppiato da una vettura più veloce e deve spostarsi sul lato della pista per farlo passare. Il pilota può subire una penalità se ignora tre bandiere blu consecutive. Dal 2018 sui pannelli LED viene indicato il numero del pilota al quale è riferita la bandiera, ma solo nel caso di vettura singola e non di più vetture alle quali tale bandiera è riferita. |                  | Blu | |
| |                  | Bianca | La bandiera bianca indica la presenza di un veicolo lento sulla pista come una monoposto in avaria o in ritiro, un'ambulanza, un camion di rimozione, mezzi ausiliari o la Safety car e ordina di effettuare il sorpasso in sicurezza. |
| | Non presente     | Nera | La bandiera nera, accompagnata da un cartello col numero del pilota al quale si riferisce, indica che tal pilota è stato squalificato dalla gara e deve ritirarsi immediatamente all'interno del suo box. È usata, per esempio, quando si ignorano le penalità oppure se si esce dalla pit lane con il semaforo rosso. |
| | Non presente     | Nera con cerchio arancio | La bandiera nera con cerchio arancione al centro informa il pilota al quale si riferisce tramite il cartello esposto con la bandiera, che la sua auto ha un problema meccanico che può rappresentare un problema per la sicurezza sua e degli altri piloti e pertanto deve rientrare ai box per risolverlo. Nel caso in cui non venga rispettata il pilota può subire sanzioni o può essere squalificato dalla corsa. |
| | Non presente     | Bianca/Nera | La bandiera bianco/nera accompagnata da un cartello con il numero del pilota al quale si riferisce indica che il comportamento di tal pilota è tenuto sotto controllo dai giudici di gara per una condotta ritenuta antisportiva. Può essere accompagnata da penalità. |
| | Non presente     | A scacchi | La bandiera a scacchi indica la fine della sessione di prova, di qualifica o della gara in corso. Durante la gara viene mostrata solamente da un commissario situato nei pressi della linea del traguardo (più raramente dal direttore di gara) prima al vincitore e quindi al resto del gruppo mentre terminano anch'essi la corsa. |

Tali bandiere, le cui specifiche e l'uso sono prescritte dalla Appendice H del Codice Sportivo Internazionale FIA, devono avere dimensioni di almeno 60 cm×80 cm, con l'eccezione di quella rossa e a scacchi, che devono misurare almeno 80 cm×100 cm.